# عبد الرحمن القره داغي
عبد الرحمن بن محمد القره داغي (1838 - 1917) عالم مسلم عراقي. له مشاركة في علوم النحو والفقه والتفسير والأصول والمنطق. من أهل قره داغ من أعمال السليمانية في العراق. تفقه على أبيه وانتقل إلى بغداد سنة 1858 وتوفي فيها. من كتبهُ التبيان في الناسخ والمنسوخ ومواهب الرحمن في علم البيان.

## سيرته
ولد عبد الرحمن بن محمد القره داغي السليماني في بلدة قره داغ سنة 1253 هـ/ 1838 م من أعمال السليمانية ونشأ فيها ودرس على والده. شارك في أنواع العلوم كالنحو والفقه والأصول والوضع والبيان والمنطق. انتقل إلى بغداد سنة 1275 هـ/ 1858 م وتصدر للتدريس في مدرسة الإمام أبي يوسف فيها وهي مدرسة قديمة كانت في منطقة الكاظمية في مشهد الإمام أبي يوسف يعقوب بن إبراهيم الأنصاري الذي كان يشغل منصب قاضي القضاة في عهد الخليفة العباسي هارون الرشيد، ولقد توفي الإمام أبو يوسف عام 182هـ/ 798م، ودفن قرب الصحن الكاظمي.
توفي القره داغي في بغداد سنة 1335 هـ/ 1917 م ودفن فيها عند مدخل مصلى مدرسة بابا كركر في محلة الميدان.
كان عبد الرحمن القره داغي آخر من تولى التدريس في هذه المدرسة. لم يبق من المدرسة سوى مشهد ومسجد الإمام أبي يوسف المجاور للحضرة الكاظمية، وهو مبنى رصين البناء عليه قبة كانت تقام فيه الصلوات إلى عهد قريب، ثم أغلق المسجد.

## مؤلفاته
- التبيان في الناسخ والمنسوخ.
- دقائق الحفاظ في النحو
- الإيقاظ في علم الوضع
- مواهب الرحمن في علم البيان
- شرح منهاج الأصول
- تحفة اللبيب في المنطق